# Маунт Хоуп (Канзас)
Маунт Хоуп (енгл. Mount Hope) град је у америчкој савезној држави Канзас.

## Демографија
По попису из 2010. године број становника је 813, што је 17 (-2,0%) становника мање него 2000. године.
| Група             | 2000.       | 2010.       |
| Белци             | 789 (95,1%) | 746 (91,8%) |
| Афроамериканци    | 3 (0,4%)    | 3 (0,4%)    |
| Азијати           | 0 (0,0%)    | 2 (0,2%)    |
| Хиспаноамериканци | 25 (3,0%)   | 38 (4,7%)   |
| Укупно            | 830         | 813         |